# Autionsaari (ö i Äänekoski)
Autionsaari är en ö i södra delen av Keitele i Finland. Den ligger i sjön Sumiainen och i kommunen Äänekoski i den ekonomiska regionen  Äänekoski  och landskapet Mellersta Finland, i den centrala delen av landet, 280 km norr om huvudstaden Helsingfors. Öns area är 14,1 hektar och dess största längd är 0,5 kilometer i sydöst-nordvästlig riktning.